# Kalendarium Wolicy
Wolica – wieś w powiecie opolskim od 1417 Woylicza; w XV w. nazywana także Wola, Wolica Głuska, w XVI w. Wola, Wolica Drzewicka. Położona około 8,5 km na północny wschód od Opola Lubelskiego; około 78 km na północny wschód od klasztoru świętokrzyskiego, 16 km na wschód od Braciejowic, siedziby klucza braciejowickiego Benedyktynów.

## Historyczne nazwy wsi
Nazwa wsi pojawia się w 1413 r. przy okazji sprzedaży sołectwa w Głusku, Kowali i Woli (Kowalskiej). Jest wówczas mowa o czterech łanach ziemi nieuprawianej między Głuskiem a Wolą które – jak się wydaje – dały początek opisywanej wsi.
- 1417 – nazywano ją Wolicza, dziedzicem był wówczas Nieustęp z Kowali[5].
- 1418 – pisano Głuska Wola[6].

– Nieustęp z Głuska zobowiązuje się zastawić wieś Wolica za 32 grzywny Jaśkowi i Maciejowi z Wronowa.
- 1419 – Dzichna z Kowali zastawia Wolę Głuską za 30 grzywien Jaśkowi z Wronowa[8].
- 1420 – ta sama Dzichna, żona Grota Grada, zastawia Wolę Głuską Jaśkowi z Wronowa za 40 grzywien[9].
- 1439 – ustalono granicę między wsiami Kowale a Wolicza Gluska[10].
- 1460 – zapisana jako Wolicza[11].
- 1470–80 – u Długosza zanotowana w parafii Opole (Długosz L.B. II 545).
- 1470 – w dziale między braćmi Mikołajem a Janem z Głuska młodszemu Janowi przypada między innymi Wolica[12].
- 1479 – pisana dotąd „Wolicza et Gluszko” należąca do Zawiszy przeszła na własność Drzewickich, dziedzicem Jan Drzewicki herbu Ciołek[13].
- 1529 – wymieniana jest „Volycza” w parafii Wąwolnica[14], była to na pewno ta sama Wolica Głuska.
- 1531 – wieś należy do parafii Opole, wymieniona zaraz po Głusku jako Vola Drzewiczka[15]. Nowa nazwa przyjęta od nazwiska właściciela, tak samo zapisana w 1563 r.[16]
- 1565 – występuje jako Wolia Drzewieczka[17].
- 1676, 1721 i 1787, także na mapie z 1801 r. i później występuje jako Wolica w parafii Opole
- 1905 – była już tylko wieś Wolica i 2 kolonie („Spravocnaja Knizka Ljublinskoj Gubernji z 1905 r.”, s.449),
- 1921 – Wolica gmina Karczmiska, oraz 2 kolonie Wolica I i Wolica II – budynków mieszkalnych 23, mieszkańców 302[18].
- 1970 – Wolica wieś i jedna kolonia (DzUL 1, 2-10; UN 116 9).

## Powinności dziesięcinne
Dziesięcina należy do klasztoru świętokrzyskiego i plebana
- 1460 – spór plebana Kazimierza (Dolnego) a opactwem świętokrzyskim o dziesięciny z Wolic i Głuska[2] → Głusko.
- 1463 – układ między klasztorem świętokrzyski a plebanem Wilkowa o dziesięciny z Głuska, Wolicy[19].
- 1464 – sąd komisaryczny przysądza klasztorowi dziesięciny z wyżej wymienionych wsi[19].
- 1470–80 – z 7 łanów kmiecych, 1 karczmy z rolą i od 2 zagrodników z rolą dziesięcina snopowa wartości do 7 grzywien dowożą klasztorowi świętokrzyskiemu, z folwarku zaś dziesięcina należy do plebana Opola (Długosz L.B. II 545; III 252-3).
- 1492 – Fryderyk Jagiellończyk biskup elekt krakowski potwierdza przynależność do klasztoru świętokrzyskiego dziesięciny między innymi z Wolicy[20].
- 1529 – dziesięcina snopowa wartości 4 grzywien należy do stołu konwentu świętokrzyskiego, z ról sołtysa i 1 kmiecia dziesięcina snopowa wartości 1 grzywny pobiera prepozyt wąwolnicki[21].
- 1622 – Barbara z Leszna Słupecka, wdowa po Szczęsnym Słupeckim, kasztelanie lubelskim, zobowiązała się płacić klasztorowi świętokrzyskiemu 60 zł rocznie za dziesięciny z wsi Kowala, Wola Kowalska, Wolica [?], Wrzelów i Szczekarków[22].

– 1622, 1627 – proces klasztoru świętokrzyskiego o dziesięciny z Głuska, Wolicy i Wilkowa.
– Głuscy od 10 lat nie oddają opactwu dziesięcin z Głuska i Wolicy.
- 1725 – spór klasztoru świętokrzyskiego z Kazimierzem i Michałem Grajewskimi o dziesięciny z Wolicy[23].
- 1728–1729 – korespondencja Grajewskich z przeorem klasztoru świętokrzyskiego o dziesięciny z Wolicy[24].
- 1744 – wyrok biskupa krakowskiego w sporze klasztoru z Janem Witkowskim o dziesięciny z Wolicy i części Niezabitowszczyzny (tzn. Woli Kowalskiej)[24].
- 1744 – list przeora do Hewińskiego o dziesięciny z Wolicy[24].
- 1819 – dziesięciny z Głuska i Wolicy należące do stołu konwentu kupuje gromada za 54 zł.[25].

spory i sprawy sądowe pomiędzy klasztorem a Bieleckimi, Głuskimi i Balińskimi – kolejnymi dziedzicami wsi toczą się na przestrzeni lat od 1622 do 1819 patrz Głusko

## Literatura
- Adolf Pawiński. Polska XVI w. pod względem geograficzno-statystycznym. Małopolska, t. III-IV. „(Źródła dziejowe, 14-15)”. Warszawa 1886..brak numeru strony
- Józef Gacki: Benedyktyński klasztor na Łysej Górze. Wyd. Wydawnictwo Jedność. Kielce 2006: Benedyktyński klasztor na Łysej Górze. ISBN 83-7442-389-7. Brak numerów stron w książce
- Wolica, [w:] Słownik geograficzny Królestwa Polskiego, t. XIII: Warmbrun – Worowo, Warszawa 1893, s. 830..
- Stanisław Nosek. Materiały do badań nad historią starożytną i wczesnośredniowieczną międzyrzecza Wisły i Bugu. „„Annales UMCS”, Sectio F, „Nauki filozoficzne i humanistyczne” 6”. Lublin 1951..brak numeru strony
- Anna Sochacka: Własność ziemska w województwie lubelskim w średniowieczu, Lublin 1987.
- Marek Derwich: Benedyktyński klasztor św. Krzyża na Łysej Górze w średniowieczu. Warszawa: Wydawnictwo Naukowe PWN, 1992. ISBN 83-01-10300-0. Brak numerów stron w książce
- Marek Derwich, Uwagi i uzupełnienia do „Słownika historyczno-geograficznego województwa lubelskiego w średniowieczu”, Uzupełnienia do „Słownika historyczno-geograficznego „Stanisława Kurasia, „Regiony Lubelskie” 5 (7), 1991-1993, Lublin 1996 [1997]. Brak numerów stron w książce
- Andrzej Rozwałka: Sieć osadnicza w archidiakonacie lubelskim w średniowieczu. Studium archeologiczno-historyczne (Wydział Humanistyczny UMCS, Rozprawy habilitacyjne, 98), Lublin 1999. Wyd. Wydział Humanistyczny UMCS. Lublin 1998. ISBN 83-227-1478-5. Brak numerów stron w książce

## Badania archeologiczne
Ślady materialne osadnictwa z okresu VIII-X w. stwierdzone w trakcie badań Archeologiczne Zdjęcie Polski.